# Toyota Grand Prix of Long Beach de 2009
O Toyota Grand Prix of Long Beach de 2009  foi a segunda corrida da temporada de 2009 da IndyCar Series. A corrida foi disputada no dia 19 de abril em uma pista montada nas ruas da cidade de Long Beach, Califórnia. O vencedor foi o britânico Dario Franchitti, da equipe Chip Ganassi Racing.

## Pilotos e Equipes
| Nº | Piloto              | Equipe                     | Chassis | Motor | Pneu |
| -- | ------------------- | -------------------------- | ------- | ----- | ---- |
| 2  | Raphael Matos (R)   | Luczo-Dragon Racing        | Dallara | Honda | F    |
| 3  | Hélio Castroneves   | Team Penske                | Dallara | Honda | F    |
| 4  | Dan Wheldon         | Panther Racing             | Dallara | Honda | F    |
| 5  | Mario Moraes        | KV Racing Technology       | Dallara | Honda | F    |
| 6  | Ryan Briscoe        | Team Penske                | Dallara | Honda | F    |
| 7  | Danica Patrick      | Andretti-Green Racing      | Dallara | Honda | F    |
| 9  | Scott Dixon         | Chip Ganassi Racing        | Dallara | Honda | F    |
| 10 | Dario Franchitti    | Chip Ganassi Racing        | Dallara | Honda | F    |
| 11 | Tony Kanaan         | Andretti-Green Racing      | Dallara | Honda | F    |
| 12 | Will Power          | Team Penske                | Dallara | Honda | F    |
| 13 | E. J. Viso          | HVM Racing                 | Dallara | Honda | F    |
| 14 | Vitor Meira         | A. J. Foyt Enterprises     | Dallara | Honda | F    |
| 18 | Justin Wilson       | Dale Coyne Racing          | Dallara | Honda | F    |
| 20 | Ed Carpenter        | Vision Racing              | Dallara | Honda | F    |
| 21 | Ryan Hunter-Reay    | Vision Racing              | Dallara | Honda | F    |
| 23 | Darren Manning      | Dreyer & Reinbold Racing   | Dallara | Honda | F    |
| 24 | Mike Conway (R)     | Dreyer & Reinbold Racing   | Dallara | Honda | F    |
| 26 | Marco Andretti      | Andretti-Green Racing      | Dallara | Honda | F    |
| 27 | Hideki Mutoh        | Andretti-Green Racing      | Dallara | Honda | F    |
| 34 | Alex Tagliani       | Conquest Racing            | Dallara | Honda | F    |
| 98 | Stanton Barrett (R) | Team 3G                    | Dallara | Honda | F    |
| 02 | Graham Rahal        | Newman/Haas/Lanigan Racing | Dallara | Honda | F    |
| 06 | Robert Doornbos (R) | Newman/Haas/Lanigan Racing | Dallara | Honda | F    |

- (R) - Rookie

## Resultados

### Treino classificatório
| Treino classificatório - 18 de abril | Treino classificatório - 18 de abril | Treino classificatório - 18 de abril | Treino classificatório - 18 de abril | Treino classificatório - 18 de abril |           |           |           |
| Pos.                                 | Nº                                   | Piloto                               | Equipe                               | Q1                                   | Q1        | Q2        | Q3        |
| Pos.                                 | Nº                                   | Piloto                               | Equipe                               | Grupo 1                              | Grupo 2   | Q2        | Q3        |
| ------------------------------------ | ------------------------------------ | ------------------------------------ | ------------------------------------ | ------------------------------------ | --------- | --------- | --------- |
| 1                                    | 12                                   | Will Power                           | Team Penske                          |                                      | 1:10.1349 | 1:09.9284 | 1:09.7107 |
| 2                                    | 10                                   | Dario Franchitti                     | Chip Ganassi Racing                  |                                      | 1:10.3550 | 1:09.6277 | 1:09.8675 |
| 3                                    | 2                                    | Raphael Matos (R)                    | Luczo-Dragon Racing                  | 1:10.5706                            |           | 1:09.6743 | 1:10.2043 |
| 4                                    | 13                                   | E. J. Viso                           | HVM Racing                           |                                      | 1:10.1221 | 1:09.8956 | 1:10.2232 |
| 5                                    | 18                                   | Justin Wilson                        | Dale Coyne Racing                    |                                      | 1:09.9181 | 1:09.6432 | 1:10.2680 |
| 6                                    | 9                                    | Scott Dixon                          | Chip Ganassi Racing                  | 1:10.0980                            |           | 1:09.9040 | 1:10.4038 |
| 7                                    | 02                                   | Graham Rahal                         | Newman/Haas/Lanigan Racing           | 1:10.3339                            |           | 1:10.0283 |           |
| 8                                    | 3                                    | Hélio Castroneves                    | Team Penske                          |                                      | 1:10.2489 | 1:10.1139 |           |
| 9                                    | 34                                   | Alex Tagliani                        | Conquest Racing                      |                                      | 1:10.4676 | 1:10.1278 |           |
| 10                                   | 6                                    | Ryan Briscoe                         | Team Penske                          | 1:10.2535                            |           | 1:10.2126 |           |
| 11                                   | 11                                   | Tony Kanaan                          | Andretti-Green Racing                | 1:10.4737                            |           | 1:10.3032 |           |
| 12                                   | 21                                   | Ryan Hunter-Reay                     | Vision Racing                        | 1:10.5741                            |           | 1:10.4339 |           |
| 13                                   | 5                                    | Mario Moraes                         | KV Racing Technology                 | 1:10.8459                            |           |           |           |
| 14                                   | 4                                    | Dan Wheldon                          | Panther Racing                       |                                      | 1:10.5503 |           |           |
| 15                                   | 06                                   | Robert Doornbos (R)                  | Newman/Haas/Lanigan Racing           | 1:10.9577                            |           |           |           |
| 16                                   | 24                                   | Mike Conway (R)                      | Dreyer & Reinbold Racing             |                                      | 1:10.6059 |           |           |
| 17                                   | 27                                   | Hideki Mutoh                         | Andretti-Green Racing                | 1:11.1177                            |           |           |           |
| 18                                   | 23                                   | Darren Manning                       | Dreyer & Reinbold Racing             |                                      | 1:11.2411 |           |           |
| 19                                   | 26                                   | Marco Andretti                       | Andretti-Green Racing                | 1:11.2307                            |           |           |           |
| 20                                   | 14                                   | Vitor Meira                          | A. J. Foyt Enterprises               |                                      | 1:11.4487 |           |           |
| 21                                   | 98                                   | Stanton Barrett (R)                  | Team 3G                              | 1:14.4863                            |           |           |           |
| 22                                   | 7                                    | Danica Patrick                       | Andretti-Green Racing                |                                      | 1:11.6660 |           |           |
| 23                                   | 20                                   | Ed Carpenter                         | Vision Racing                        |                                      | 1:11.9069 |           |           |
| Relatório                            |                                      |                                      |                                      |                                      |           |           |           |

- (R) - Rookie

### Corrida
| Corrida - 19 de abril | Corrida - 19 de abril | Corrida - 19 de abril | Corrida - 19 de abril      | Corrida - 19 de abril | Corrida - 19 de abril | Corrida - 19 de abril | Corrida - 19 de abril | Corrida - 19 de abril |
| Pos                   | Nº                    | Piloto                | Equipe                     | Voltas                | Tempo                 | Largada               | Voltas na Liderança   | Pontos                |
| --------------------- | --------------------- | --------------------- | -------------------------- | --------------------- | --------------------- | --------------------- | --------------------- | --------------------- |
| 1                     | 10                    | Dario Franchitti      | Chip Ganassi Racing        | 85                    | 1:58:47.4658          | 2                     | 51                    | 52                    |
| 2                     | 12                    | Will Power            | Team Penske                | 85                    | +3.3182               | 1                     | 16                    | 41                    |
| 3                     | 11                    | Tony Kanaan           | Andretti-Green Racing      | 85                    | +4.0537               | 11                    | 7                     | 35                    |
| 4                     | 7                     | Danica Patrick        | Andretti-Green Racing      | 85                    | +5.0742               | 22                    | 0                     | 32                    |
| 5                     | 4                     | Dan Wheldon           | Panther Racing             | 85                    | +6.5655               | 14                    | 0                     | 30                    |
| 6                     | 26                    | Marco Andretti        | Andretti-Green Racing      | 85                    | +7.5900               | 19                    | 6                     | 28                    |
| 7                     | 3                     | Hélio Castroneves     | Team Penske                | 85                    | +8.633                | 8                     | 3                     | 26                    |
| 8                     | 2                     | Raphael Matos (R)     | Luczo Dragon Racing        | 85                    | +9.483                | 3                     | 2                     | 24                    |
| 9                     | 06                    | Robert Doornbos (R)   | Newman/Haas/Lanigan Racing | 85                    | +9.958                | 15                    | 0                     | 22                    |
| 10                    | 34                    | Alex Tagliani         | Conquest Racing            | 85                    | +13.618               | 9                     | 0                     | 20                    |
| 11                    | 21                    | Ryan Hunter-Reay      | Vision Racing              | 85                    | +15.209               | 12                    | 0                     | 19                    |
| 12                    | 02                    | Graham Rahal          | Newman/Haas/Lanigan Racing | 85                    | +15.850               | 7                     | 0                     | 18                    |
| 13                    | 6                     | Ryan Briscoe          | Team Penske                | 85                    | +65.101               | 10                    | 0                     | 17                    |
| 14                    | 14                    | Vitor Meira           | A. J. Foyt Enterprises     | 84                    | +1 volta              | 20                    | 0                     | 16                    |
| 15                    | 9                     | Scott Dixon           | Chip Ganassi Racing        | 84                    | +1 volta              | 6                     | 0                     | 15                    |
| 16                    | 23                    | Darren Manning        | Dreyer & Reinbold Racing   | 84                    | +1 volta              | 18                    | 0                     | 14                    |
| 17                    | 98                    | Stanton Barrett (R)   | Team 3G                    | 84                    | +1 volta              | 21                    | 0                     | 13                    |
| 18                    | 20                    | Ed Carpenter          | Vision Racing              | 82                    | +3 voltas             | 23                    | 0                     | 12                    |
| 19                    | 5                     | Mario Moraes          | KV Racing Technology       | 71                    | Contato               | 13                    | 0                     | 12                    |
| 20                    | 27                    | Hideki Mutoh          | Andretti-Green Racing      | 60                    | +25 voltas            | 17                    | 0                     | 12                    |
| 21                    | 24                    | Mike Conway (R)       | Dreyer & Reinbold Racing   | 51                    | Contato               | 16                    | 0                     | 12                    |
| 22                    | 18                    | Justin Wilson         | Dale Coyne Racing          | 24                    | Contato               | 5                     | 0                     | 12                    |
| 23                    | 13                    | E. J. Viso            | HVM Racing                 | 16                    | Contato               | 4                     | 0                     | 12                    |
| Relatório             |                       |                       |                            |                       |                       |                       |                       |                       |

- (R) - Rookie